# John von Neumann Lecture
Die John von Neumann Lecture ist ein seit 1960 vergebener Preis für Angewandte Mathematik der SIAM. Er ist mit 5000 Dollar dotiert, mit einer Vorlesung verbunden und wird in der Regel jährlich auf der Hauptversammlung der SIAM verliehen. Sie ist nach John von Neumann benannt.

## Preisträger
- 1960 Lars Valerian Ahlfors
- 1961 Mark Kac
- 1962 Jean Leray
- 1963 Stanisław Marcin Ulam
- 1964 Solomon Lefschetz
- 1965 Freeman Dyson
- 1966 Eugene Paul Wigner
- 1967 Chia-Chiao Lin
- 1968 Peter Lax
- 1969 George F. Carrier
- 1970 James H. Wilkinson
- 1971 Paul A. Samuelson
- 1974 Jule Gregory Charney
- 1975 Michael James Lighthill
- 1976 René Thom
- 1977 Kenneth Arrow
- 1978 Peter Henrici
- 1979 Kurt Friedrichs
- 1980 Keith Stewartson
- 1981 Garrett Birkhoff
- 1982 David Slepian
- 1983 Joseph B. Keller
- 1984 Jürgen Moser
- 1985 John W. Tukey
- 1986 Jacques-Louis Lions
- 1987 Richard M. Karp
- 1988 Germund Dahlquist
- 1989 Stephen Smale
- 1990 Andrew Majda
- 1992 Ralph Tyrrell Rockafellar
- 1994 Martin Kruskal
- 1996 Carl de Boor
- 1997 William Kahan
- 1998 Olga Alexandrowna Ladyschenskaja
- 1999 Charles S. Peskin
- 2000 Persi Diaconis
- 2001 David Donoho
- 2002 Eric Lander
- 2003 Heinz-Otto Kreiss
- 2004 Alan C. Newell
- 2005 Jerrold Marsden
- 2006 George Papanicolaou
- 2007 Nancy Kopell
- 2008 David Gottlieb (The Effect of Local Features on Global Expansions)
- 2009 Franco Brezzi (Compatible Discretizations of PDE's)
- 2010 Bernd Sturmfels (Algebra: From Linear to Non-Linear)
- 2011 Ingrid Daubechies
- 2012 John M. Ball
- 2013 Stanley Osher
- 2014 Leslie F. Greengard
- 2015 Jennifer Tour Chayes
- 2016 Donald E. Knuth
- 2017 Bernard J. Matkowsky
- 2018 Charles Van Loan
- 2019 Margaret H. Wright
- 2020 Nick Trefethen
- 2021 Chi-Wang Shu
- 2022 Leah Edelstein-Keshet
- 2023 Yousef Saad
- 2024 Jorge Nocedal
- 2025 Marsha Berger